# Russische ijshockeyploeg (mannen)

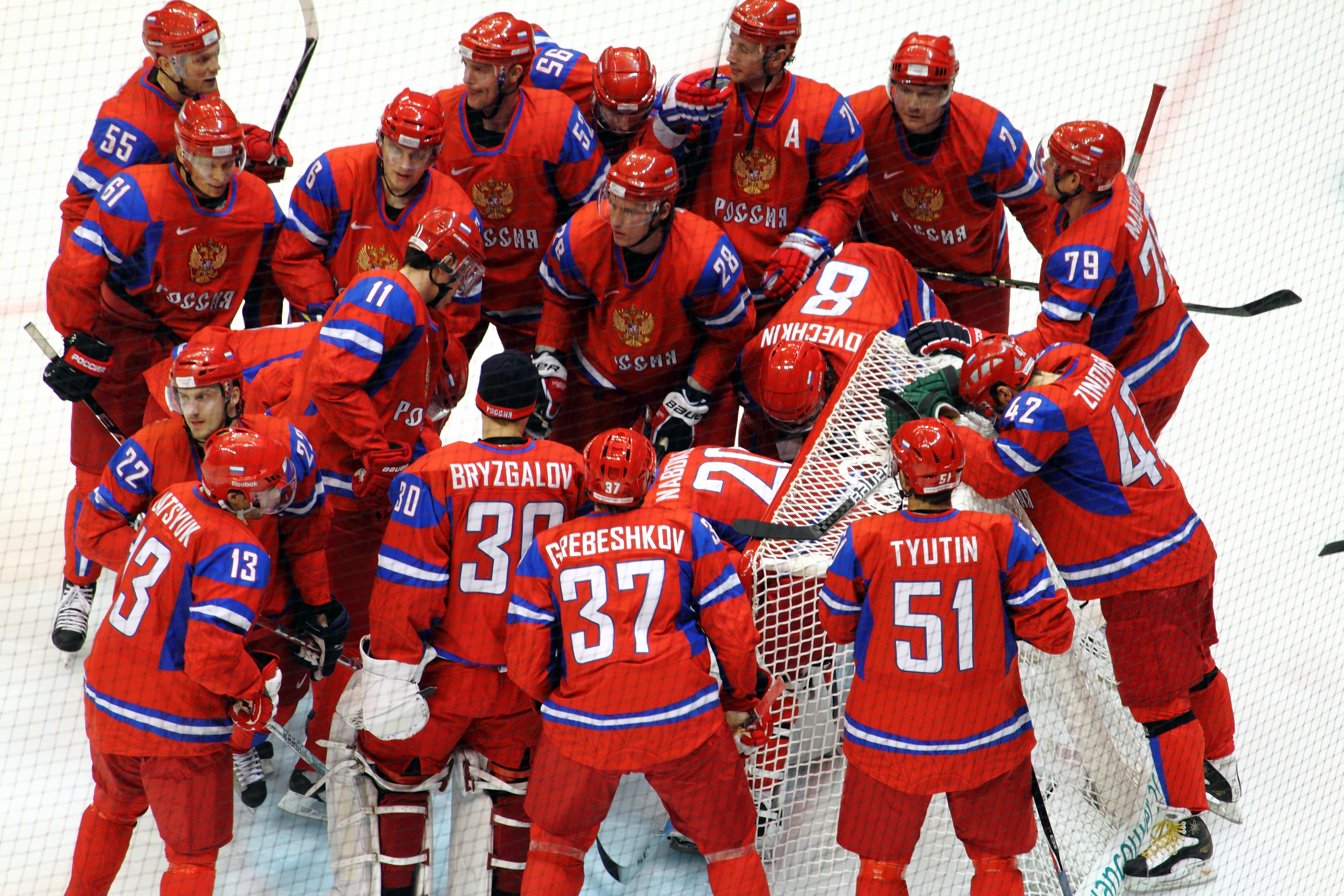
Rusland op de Olympische Winterspelen 2010

De Russische ijshockeyploeg is een team van ijshockeyers dat Rusland vertegenwoordigt bij internationale wedstrijden.
De ploeg maakt deel uit van de IJshockey federatie van Rusland. Ze wordt beschouwd als een van de ' Big Six ' van het internationale ijshockey, samen met de Verenigde Staten, Canada, Finland, Zweden en Tsjechië.
Rusland werd in 1993, 2008, 2009, 2012 en 2014 wereldkampioen en Olympisch kampioen in 2018 als OAR. Als Sovjet-Unie werd de ploeg zeven keer Olympische kampioen (in 1956, 1964, 1968, 1972, 1976, 1984 en 1988) en 22 keer wereldkampioen (in 1954, 1956, 1963, 1964, 1965, 1966, 1967, 1968, 1969, 1970, 1971, 1973, 1974, 1975, 1978, 1979, 1981, 1982, 1983, 1986, 1989 en 1990).
1920:  Canada · 
1924:  Canada · 
1928:  Canada · 
1932:  Canada · 
1936:  Groot-Brittannië · 
1948:  Canada · 
1952:  Canada · 
1956:  Sovjet-Unie · 
1960:  Verenigde Staten · 
1964:  Sovjet-Unie · 
1968:  Sovjet-Unie · 
1972:  Sovjet-Unie · 
1976:  Sovjet-Unie · 
1980:  Verenigde Staten · 
1984:  Sovjet-Unie · 
1988:  Sovjet-Unie · 
1992:  GOS · 
1994:  Zweden · 
1998:  Tsjechië · 
2002:  Canada · 
2006:  Zweden · 
2010:  Canada · 
2014:  Canada · 
2018:  Olympische atleten uit Rusland · 
2022:  Finland
1920:  Canada · 
1924:  Canada · 
1928:  Canada · 
1930:  Canada · 
1931:  Canada · 
1932:  Canada · 
1933:  Verenigde Staten · 
1934:  Canada · 
1935:  Canada · 
1936:  Groot-Brittannië · 
1937:  Canada · 
1938:  Canada · 
1939:  Canada · 
1947:  Tsjecho-Slowakije · 
1948:  Canada · 
1949:  Tsjecho-Slowakije · 
1950:  Canada · 
1951:  Canada · 
1952:  Canada · 
1953:  Canada · 
1954:  Sovjet-Unie · 
1955:  Canada · 
1956:  Sovjet-Unie · 
1957:  Zweden · 
1958:  Canada · 
1959:  Canada · 
1960:  Verenigde Staten · 
1961:  Canada · 
1962:  Zweden · 
1963:  Sovjet-Unie · 
1964:  Sovjet-Unie · 
1965:  Sovjet-Unie · 
1966:  Sovjet-Unie · 
1967:  Sovjet-Unie · 
1968:  Sovjet-Unie · 
1969:  Sovjet-Unie · 
1970:  Sovjet-Unie · 
1971:  Sovjet-Unie · 
1972:  Tsjecho-Slowakije · 
1973:  Sovjet-Unie · 
1974:  Sovjet-Unie · 
1975:  Sovjet-Unie · 
1976:  Tsjecho-Slowakije · 
1977:  Tsjecho-Slowakije · 
1978:  Sovjet-Unie · 
1979:  Sovjet-Unie · 
1981:  Sovjet-Unie · 
1982:  Sovjet-Unie · 
1983:  Sovjet-Unie · 
1985:  Tsjecho-Slowakije · 
1986:  Sovjet-Unie · 
1987:  Zweden · 
1989:  Sovjet-Unie · 
1990:  Sovjet-Unie · 
1991:  Zweden · 
1992:  Zweden · 
1993:  Rusland · 
1994:  Canada · 
1995:  Finland · 
1996:  Tsjechië · 
1997:  Canada · 
1998:  Zweden · 
1999:  Tsjechië · 
2000:  Tsjechië · 
2001:  Tsjechië · 
2002:  Slowakije · 
2003:  Canada · 
2004:  Canada · 
2005:  Tsjechië · 
2006:  Zweden · 
2007:  Canada · 
2008:  Rusland · 
2009:  Rusland · 
2010:  Tsjechië · 
2011:  Finland · 
2012:  Rusland · 
2013:  Zweden · 
2014:  Rusland · 
2015:  Canada · 
2016:  Canada · 
2017:  Zweden ·
2018:  Zweden ·
2019:  Finland · 
2021:  Canada · 
2022:  Finland · 
2023:  Canada